# Ladislav Kohn
Ladislav Kohn (* 4. März 1975 in Uherské Hradiště, Tschechoslowakei) ist ein ehemaliger tschechischer Eishockeyspieler, der insgesamt 188 Spiele in der National Hockey League für die Mighty Ducks of Anaheim und Atlanta Thrashers absolvierte. In Europa spielte er unter anderem für die Espoo Blues, den HC Oceláři Třinec, HK ZSKA Moskau und Neftechimik Nischnekamsk.

## Karriere
Ladislav Kohn begann seine Karriere beim Poldi Kladno, für den er in der Spielzeit 1992/93 in der 1. Liga der Tschechoslowakei debütierte. 1993 entschloss er sich zu einem Wechsel nach Nordamerika und spielte zwei Jahre lang in der Western Hockey League für die Swift Current Broncos, nachdem ihn die Brandon Wheat Kings im CHL Import Draft 1993 an insgesamt 34. Position gezogen hatten und bereits nach zwei Spielen an die Broncos weitergereicht hatten. Während des NHL Entry Draft 1994 wurde er von den Calgary Flames in der siebten Runde an insgesamt 175. Stelle ausgewählt. In der Saison 1995/96 spielte er zunächst im Farmteam der Flames, den Saint John Flames, in der AHL, kam aber auch zu fünf Einsätzen in der National Hockey League. In den folgenden zwei Jahren spielte er weiter für Saint John, bevor er im Juli 1998 zu den Toronto Maple Leafs transferiert wurde, die im Gegenzug David Cooper an Calgary abgaben. Für die Maple Leafs absolvierte er insgesamt 18 NHL-Spiele, ging aber ansonsten weiter in der AHL aufs Eis.
Weitere Stationen in Nordamerika waren die Mighty Ducks of Anaheim, Atlanta Thrashers, Detroit Red Wings und erneut die Calgary Flames. Die Saison 2001/02 verbrachte er in Finnland bei Espoo Blues aus der SM-liiga. Dorthin kehrte er nach seinem letzten Engagement bei den Flames 2003 zurück und spielte bis 2007 dort. Im Sommer 2007 wechselte er zum russischen Superligisten HK ZSKA Moskau. Nach einer Spielzeit bei ZSKA unterschrieb Kohn im Sommer 2008 einen Vertrag bei Neftechimik Nischnekamsk aus der Kontinentalen Hockey-Liga. Wiederum ein Jahr später kehrte er in sein Heimatland zurück und ging fortan für den HC Oceláři Třinec aufs Eis. Mit diesem gewann er am Ende der Saison 2010/11 den tschechischen Meistertitel.
Im Januar 2012 wurde der Tscheche vom HC Ambrì-Piotta aus der Schweizer National League A verpflichtet und mit einem Vertrag bis zum Saisonende 2011/12 ausgestattet. Nachdem er mit den Leventinern den Ligaerhalt in der National League A sichergestellt hatte, wurde der ehemalige Nationalspieler im Oktober 2012 vom HC České Budějovice verpflichtet. 2013 beendete er seine Karriere.
Nach dem Ende seiner aktiven Laufbahn wurde er Trainer. Zunächst war er für die Santa Margarita Catholic High School tätig, bevor er 2021 Assistenztrainer des U16-Teams der Anaheim Junior Ducks wurde.

### International
Ladislav Kohn nahm als Juniorenspieler an der U18-Junioren-Europameisterschaft 1993 und der Junioren-Weltmeisterschaft 1995 teil. Erst 2008 wurde er wieder in die tschechische Eishockeynationalmannschaft berufen und bestritt für diese die Eishockey-Weltmeisterschaft der Herren 2008.

## Erfolge und Auszeichnungen
- 1993 Bronzemedaille bei der U18-Junioren-Europameisterschaft
- 1999 AHL All-Star Classic
- 2011 Tschechischer Meister mit dem HC Oceláři Třinec